# Ternstroemia houtsoortiana
Ternstroemia houtsoortiana är en tvåhjärtbladig växtart som beskrevs av Jean Baptiste Louis Pierre. Ternstroemia houtsoortiana ingår i släktet Ternstroemia och familjen Pentaphylacaceae. Inga underarter finns listade i Catalogue of Life.